# Las aventuras del joven Indiana Jones
Las aventuras del joven Indiana Jones (The Young Indiana Jones Chronicles, en su título original en inglés) es una serie de televisión estadounidense ideada y producida por George Lucas y emitida entre 1992 y 1996 por la cadena de televisión ABC (y más tardíamente en otros países). Consta de 44 capítulos, si bien no todos ellos fueron emitidos en su momento. En España, fue emitida por la cadena Antena 3 a partir de 1993, en Colombia por Cenpro Televisión a partir de 1995 y en Ecuador fue emitida a partir de 1999 por Red Telesistema (actual RTS).
Una amplia variedad de cineastas escribieron y dirigieron muchos episodios de la serie, incluyendo nombres prominentes como Frank Darabont, Nicolas Roeg, Mike Newell, Deepa Mehta, Joe Johnston, Jonathan Hensleigh, Terry Jones, Simon Wincer, Carrie Fisher y Vic Armstrong. En muchos episodios, George Lucas aparece citado en los títulos de crédito como creador del argumento («Story by»), en la medida en que se involucró a menudo también como consultor creativo.
El personaje protagonista fue encarnado por varios actores: Sean Patrick Flanery (Indiana Jones a la edad de 16 años), Corey Carrier (Henry Indiana Jones, Jr., con 10 años), George Hall (Dr. Henry Indiana Jones, Jr., con 93 años) e incluso Harrison Ford (con 50 años). Como su padre, el profesor Henry Jones, Sr. trabajó Lloyd Owen.
En cada capítulo el joven personaje conocía a una personalidad de inicios del siglo XX, como Mustafa Kemal Atatürk, Franz Kafka, Mata Hari, Albert Schweitzer, entre otros.

## Resumen
La serie fue diseñada como un programa educativo para niños y adolescentes, destacando personajes históricos y eventos importantes. La mayoría de los episodios presentan una fórmula estándar de un anciano (93 años) Indiana Jones (interpretado por George Hall ) en la ciudad de Nueva York actual (1993) que se encuentra con personas que lo incitan a recordar y contar historias sobre sus aventuras pasadas. Estas historias lo involucrarían como un niño pequeño (8 a 10 años, interpretado por Corey Carrier) o como un adolescente y adulto joven (16 a 21 años, interpretado por Sean Patrick Flanery). El Indy más joven viajaría a diferentes partes del mundo con sus padres y tutor. Indy, un adolescente mayor, se rebela contra su padre y se une al ejército belga. Usando un nombre falso, lucha contra ambos en Verdún y en África. Más tarde se convierte en espía. En un episodio, se ve a un Indy de cincuenta años (interpretado por Harrison Ford) recordando. Inicialmente, el plan era que la serie alternara entre las aventuras de Indy cuando era niño (Corey Carrier) y adolescente (Sean Patrick Flanery), pero finalmente los episodios con la versión del personaje de Flanery dominaron la serie. Los sujetalibros de la serie revelaron que el anciano Jones tiene una hija, nietos y bisnietos. No se menciona a un hijo, pero en 2008, la película Kingdom of the Crystal Skull presenta a Mutt Williams como su hijo con Marion Ravenwood.
El programa proporcionó una historia de fondo para las películas. Su relación con su padre, presentada por primera vez en Last Crusade, se describió en episodios que muestran sus viajes con su padre cuando era niño y breves momentos como adulto joven. Su búsqueda original del "Ojo del pavo real", un gran diamante visto en Temple of Doom, fue un elemento recurrente en varias historias. El programa también relató sus actividades durante la Primera Guerra Mundial y sus primeras aventuras en solitario. Más tarde, en la película de 2008 Kingdom of the Crystal Skull, Indy describe sus aventuras con Pancho Villa (narradas en el primer episodio) a Mutt Williams (en ese momento, su compañero; más tarde se reveló que era su hijo). También menciona a su madre a Mutt.

## Producción

### Desarrollo
Durante la producción de los largometrajes de Indiana Jones, el elenco y el equipo preguntaron con frecuencia al creador George Lucas sobre la vida del personaje de Indiana Jones mientras crecía. Durante las etapas conceptuales de Indiana Jones y la última cruzada, Lucas y el director Steven Spielberg decidieron revelar parte de esta historia de fondo en las escenas iniciales de la película. Para estas escenas, Lucas eligió a River Phoenix para interpretar al personaje, ya que Harrison Ford creía que Phoenix se parecía más a Ford cuando era joven. Phoenix había aparecido como el hijo del personaje de Ford en The Mosquito Coast. Esta decisión de revelar una aventura de un joven Indiana llevó a Lucas y al equipo a la idea de crear la serie.

### Escritura
Lucas escribió una extensa línea de tiempo que detalla la vida de Indiana Jones, reuniendo los elementos de unos 70 episodios, comenzando en 1905 y llegando hasta los largometrajes. Cada esquema incluía el lugar, la fecha y las personas históricas que Indy conocería en ese episodio, y luego se entregaría a uno de los escritores de la serie. Cuando la serie llegó a su fin, se habían filmado alrededor de 31 de las 70 historias. Si la serie se hubiera renovado para una tercera temporada, Young Indy habría conocido versiones más jóvenes de los personajes de Raiders of the Lost Ark : Abner Ravenwood ("Jerusalén, junio de 1909") y René Belloq ("Honduras, diciembre de 1920"). Otros episodios habrían llenado los espacios en blanco entre los existentes ("Le Havre, junio de 1916", "Berlín, finales de agosto de 1916"), e incluso habría habido algunas aventuras protagonizadas por un Indy de cinco años (incluyendo "Princeton, mayo de 1905"). 
Durante la producción de la serie, Lucas se interesó por las calaveras de cristal. Originalmente pidió un episodio que habría sido parte de la tercera temporada en el que Jones y su amigo Belloq buscaban una de las calaveras. El episodio nunca se produjo, y la idea finalmente se convirtió en el largometraje de 2008 Indiana Jones y el Reino de la Calavera de Cristal.

## Lista de episodios
(Las fechas de emisión son las de la cadena ABC en Estados Unidos)

### Primera temporada
- 1: The Curse of the Jackal, March 1916 (2) (4 de marzo de 1992)
- 2: London, May 1916 (11 de marzo de 1992)
- 3: British East Africa, September 1909 (18 de marzo de 1992)
- 4: Verdun, September 1916 (25 de marzo de 1992)
- 5: German East Africa, December 1916 (1) (1 de abril de 1992)
- 6: Congo, January 1917 (2) (8 de abril de 1992)

### Segunda temporada
- 7: Austria, March 1917 (21 de septiembre de 1992)
- 8: Somme, Early August 1916 (1) (28 de septiembre de 1992)
- 9: Germany, Mid-August 1916 (2) (5 de octubre de 1992)
- 10: Barcelona, May 1917 (12 de octubre de 1992)
- 11: The Mystery of the Blues, Chicago, April 1920 (1) (13 de marzo de 1993)
- 12: The Mystery of the Blues, Chicago, May 1920 (2) (13 de marzo de 1993)
- 13: Princeton, February 1916 (20 de marzo de 1993)
- 14: Petrograd, July 1917 (27 de marzo de 1993)
- 15: The Scandal of 1920, New York, June 1920 (1) (3 de abril de 1993)
- 16: The Scandal of 1920, New York, July 1920 (2) (3 de abril de 1993)
- 17: Vienna, November 1908 (10 de abril de 1993)
- 18: Northern Italy, June 1918 (17 de abril de 1993)
- 19: The Phantom Train of Doom, German East Africa, November 1916 (1) (5 de junio de 1993)
- 20: The Phantom Train of Doom, German East Africa, November 1916 (2) (5 de junio de 1993)
- 21: Ireland, April 1916 (12 de junio de 1993)
- 22: Paris, September 1908 (19 de junio de 1993)
- 23: Peking, March 1910 (26 de junio de 1993)
- 24: Benares, January 1910 (3 de julio de 1993)
- 25: Paris, October 1916 (10 de julio de 1993)
- 26: Istanbul, September 1918 (17 de julio de 1993)
- 27: Paris, May 1919 (24 de julio de 1993)
- 28: Prague, August 1917 (No emitido)
- 29: Florence, May 1908 (No emitido)
- 30: Palestine, October 1917 (1) (No emitido)
- 31: Transylvania, January 1918

### Tercera temporada
- 33: The Hollywood Follies, Hollywood, August 1920 (1) (15 de octubre de 1994)
- 34: The Hollywood Follies, Hollywood, August 1920 (2) (15 de octubre de 1994)
- 35: Treasure of the Peacock's Eye, London/Egypt, November 1919 (1) (15 de enero de 1995)
- 36: Treasure of the Peacock's Eye, South Pacific, November 1919 (2) (15 de enero de 1995)
- 37: Attack of the Hawkmen, Ravenelle, Germany, 1917 (1) (8 de octubre de 1995)
- 38: Attack of the Hawkmen, Ahlgorn, Germany 1917 (2) (8 de octubre de 1995)
- 39: Travels with Father, Russia 1910 (1) (16 de junio de 1996)
- 40: Travels with Father, Athens 1910 (2) (16 de junio de 1996)
- 41: Tangiers 1908 (No emitido)
- 42: Morocco 1917 (No emitido)
- 43: Palestine, October 1917 (2) (No emitido)
- 44: Princeton 1919 (No emitido)
- 45: Honduras, December 1920 (No emitido)
- 46: Brazil, December 1921 (No emitido)